# Сендрово
Сендрово (пол. Sędrowo, нім. Sendrowen, 1938-45: Treudorf) — село в Польщі, у гміні Вельбарк Щиценського повіту Вармінсько-Мазурського воєводства.
Населення — 92 особи (2011).

## Демографія
Демографічна структура станом на 31 березня 2011 року:
|          | Загалом | Допрацездатний вік | Працездатний вік | Постпрацездатний вік |
| -------- | ------- | ------------------ | ---------------- | -------------------- |
| Чоловіки | 48      | 15                 | 26               | 7                    |
| Жінки    | 44      | 9                  | 26               | 9                    |
| Разом    | 92      | 24                 | 52               | 16                   |